# Interkosmos 14
Interkosmos 14 (Indeks COSPAR 1975-115A) – sztuczny satelita wystrzelony w ramach programu Interkosmos.

## Misja
Interkosmos 14 o masie 372 kg został wysłany 11 grudnia 1975 roku. Okrążał Ziemię na wysokości od 345 do 1707 km. Na jego pokładzie zainstalowano aparaturę przeznaczoną do badań drgań elektromagnetycznych niskiej częstotliwości w magnetosferze Ziemi, struktury jonosfery, a także intensywności strumieni mikrometeoroidów. Przyrządy naukowe dla tego satelity zostały zbudowane przez specjalistów bułgarskich, czechosłowackich, NRD, radzieckich i węgierskich. Obok stacji naukowych w krajach, które przygotowały ten eksperyment, informacje naukowe  odbierały obserwatoria w Polsce. Jedno okrążenie satelity wokół Ziemi trwało 105,3 minuty, a płaszczyzna orbity była nachylona względem płaszczyzny równika ziemskiego pod kątem 74 stopni.

Urządzenia satelity działały do 28 czerwca 1975 roku, a on sam krążył jeszcze przez pięć lat.